# Marcinków Górny
Marcinków Górny – wieś w Polsce położona w województwie świętokrzyskim, w powiecie starachowickim, w gminie Wąchock.
W latach 1975–1998 miejscowość administracyjnie należała do województwa kieleckiego.
Przez wieś przechodzi czerwony Szlak Milenijny ze Skarżyska-Kamiennej do Kałkowa oraz niebieski szlak rowerowy ze Skarżyska-Kamiennej do Ostrowca Świętokrzyskiego.
Wieś położona jest w pasie rezerwatu archeologicznego Rydno.
We wsi jest przystanek kolejowy Marcinków na linii kolejowej nr 25.